# Meu Caro Amigo
Meu caro amigo é o título da canção do compositor Chico Buarque de Holanda, lançada em 1976, no álbum Meus Caros Amigos.

## Carta-cassete
O Brasil vivia um período de promessas de abertura política, mas muitos brasileiros continuavam no exílio. De Portugal, o teatrólogo Augusto Boal reclamava notícias e Chico, em parceria com Francis Hime, atendeu o apelo do amigo utilizando o refrão "a coisa aqui tá preta" para informar sobre a situação do país ao amigo distante. A mãe de Boal foi portadora da "carta", entregue durante um almoço com amigos também em exílio, dentre eles Darcy Ribeiro e Paulo Freire, na casa onde morava em Lisboa, no Campo Pequeno.  Reunidos durante a sobremesa, os amigos ouviram as "notícias de casa": "Falávamos tristezas, e ouvimos um canto de esperança.", conta Boal em depoimento para o livro Chico Buarque do Brasil. Atualmente a música representa uma das mais importantes obras criticando a ditadura de todos os tempos no Brasil.